# Brookport
La ville de Brookport est située dans le comté de Massac, dans l’État de l’Illinois, aux États-Unis. Sa population s’élevait à 984 habitants lors du recensement de 2010, estimée à 928 habitants en 2016.

## Histoire
La localité a été fondée par Charles Pell en 1855. Son premier nom était Pellonia, d’après Pell. La petite ville a périclité au fil des années mais la construction du Illinois Central Railroad dans les environs à la fin des années 1880 a mis fin à son déclin. La localité a été réincorporée sous le nom de Brooklyn en 1888. Puis le nom a été changé en Brookport, mot-valise formé de Brooklyn et port, en 1901 ,.

## Source
- (en) Cet article est partiellement ou en totalité issu de l’article de Wikipédia en anglais intitulé « Brookport, Illinois » (voir la liste des auteurs).

1. ↑  Edward Callary, Place Names of Illinois (University of Illinois Press, 2010), p. 46.
2. ↑  George W. May, History of Massac County, Illinois (Wagoner Printing Company, 1955). Accessed at archive.org